# Challenger de Praga 2021
El torneo TK Sparta Prague Open 2021 fue un torneo profesional de tenis. Perteneció al ATP Challenger Tour 2021. Se disputó en su 20.ª edición sobre superficie tierra batida, en Praga, República Checa entre el 09 al el 15 de agosto de 2021.

## Jugadores participantes del cuadro de individuales
| Favorito | País                       | Jugador                  | Rank1 | Posición en el torneo |
| -------- | -------------------------- | ------------------------ | ----- | --------------------- |
| 1        | Bandera de Serbia          | Nikola Milojević         | 161   | Cuartos de final      |
| 2        | Bandera de Kazajistán      | Dmitry Popko             | 183   | FINAL                 |
| 3        | Bandera de Italia          | Lorenzo Giustino         | 234   | Segunda ronda         |
| 4        | Bandera de Argentina       | Facundo Mena             | 254   | Semifinales           |
| 5        | Bandera de Chile           | Nicolás Jarry            | 263   | Primera ronda         |
| 6        | Bandera de Italia          | Riccardo Bonadio         | 271   | Cuartos de final      |
| 7        | Bandera de España          | Adrián Menéndez Maceiras | 287   | Primera ronda         |
| 8        | Bandera de República Checa | Michael Vrbenský         | 288   | Primera ronda         |

- 1 Se ha tomado en cuenta el ranking del 2 de agosto de 2021.

### Otros participantes
Los siguientes jugadores recibieron una invitación (wild card), por lo tanto ingresan directamente al cuadro principal (WC):
- Martin Krumich
- Dalibor Svrčina
- Shintaro Mochizuki

Los siguientes jugadores ingresan al cuadro principal tras disputar el cuadro clasificatorio (Q):
- Franco Agamenone
- Adrian Andreev
- Geoffrey Blancaneaux
- Emilio Nava

## Campeones

### Individual Masculino
- Dalibor Svrčina derrotó en la final a  Dmitry Popko, 6–0, 7–5

### Dobles Masculino
- Jonáš Forejtek /  Michael Vrbenský derrotaron en la final a  Evgeny Karlovskiy /  Evgenii Tiurnev, 6–1, 6–4